# Epifanio Ferdinando
Epifanio Ferdinando, né le 2 novembre 1569 à Mesagne dans le royaume de Naples et mort le 7 décembre 1638, était un philosophe et médecin italien.
Il est souvent appelé « l'Ancien » (italien : « il Vecchio ») pour le distinguer de son fils, fut professeur de médecine et philosophie ainsi que premier citoyen de Mesagne deux fois, et l'un des médecins les plus connus des Pouilles au début du XVIIe siècle.